# Феносафранин
Феносафранин (3,6-диамино-10-фенилфеназоний хлорид) — органическое соединение, основный диазиновый краситель, относящийся к классу сафранинов, с химической формулой C18H15N4Cl. Зелёные кристаллы, растворяющиеся в воде с образованием красного раствора. Применяется в микроскопии как краситель, в аналитической химии, как индикатор и в фотографии, как десенсибилизатор.
Синонимы: сафранин Б экстра, пинасафрол, десенситол, C. I. 50200.

## Свойства
Имеет вид зелёных блестящих кристаллов. Молярная масса составляет 322,80 г/моль. Хорошо растворим в воде, образуя при этом красный раствор. Также растворим в этиловом спирте с образованием красного раствора, имеющего жёлто-зеленоватую флуоресценцию. Раствор красителя в соляной кислоте имеет синий цвет, а в серной — зелёный.
Водный раствор, если в него добавить цинковую пыль и нагреть — обесцвечивается, но через некоторое время восстановит свой красный цвет при стоянии на воздухе.

### Фотографические свойства
Феносафранин оказался первым успешным десенсибилизатором, который выпускался как отдельный коммерческий продукт под торговыми наименованиями «пинасафрол» и «десенситол». В отличие от ранних десенсибилизаторов — ауранции, метиленового синего, толуиленового красного и аметистового фиолетового, применявшихся для старых фотоматериалов, он пригоден и для современных (по состоянию на 2016 год) фотографических эмульсий, на которых упомянутые ранние красители уже не работают. В связи с тем, что специализированные десенсибилизаторы — пинакриптолы, стали практически недоступными после снижения популярности плёночной фотографии, то феносафранин, как краситель, имеющий другие применения и относительно часто встречающийся в продаже, остался одним из немногих доступных средств для фотографов, желающих использовать метод проявления с наблюдением.
Тем не менее, как десенсибилизатор, феносафранин обладает двумя серьёзными недостатками:
- сильное окрашивание эмульсии, остающееся после обработки. Для решения этой проблемы в своё время был синтезирован пинакриптол зелёный, изомер феносафранина, отличающийся несимметричным размещением аминогрупп. Раствор пинакриптола зелёного, используемый для десенсибилизации, имел тёмно-зелёный цвет и окрашивал эмульсию лишь в слабые оттенки зелёного, которые исчезали при промывке;
- вуалирование эмульсии, в особенности в проявителях с пирогаллолом.

Более эффективным десенсибилизатором, чем феносафранин, является краситель «основный алый N» (англ. Basic Scarlet N). Он состоит из смеси феносафранина и хризоидина и, помимо большей эффективности, также обладает лучшей сохраняемостью. Но оба вышеописанных недостатка феносафранина характерны и для его растворов.

## Получение
Получают одним из двух способов:
- окислением 1,4-фенилендиамина с анилином;
- окислением 4,4′-диаминодифениламина и анилина.

## Применение
Используется в микроскопии как краситель для бактериологических целей, в гистохимии — для определения сурамина.
В аналитической химии применяется как окислительно-восстановительный индикатор.
В фотографии используется как десенсибилизатор в виде отдельной ванны перед проявлением, состоящей из водного раствора красителя с концентрацией порядка 1:10 000.